# Eublemma apicimacula
Eublemma apicimacula är en fjärilsart som beskrevs av Paul Mabille 1880. Eublemma apicimacula ingår i släktet Eublemma och familjen nattflyn. Inga underarter finns listade i Catalogue of Life.